# Companyia Nacional de Radiodifusió Pública d'Ucraïna
La Companyia Nacional de Radiodifusió Pública d'Ucraïna (en ucraïnès: Національна суспільна телерадіокомпанія України, en romanització: Natsionalna Suspilna Teleradiokompaniya Ukrayiny), també coneguda per la marca Suspilne movlennia (en ucraïnès: Суспільне мовлення, en català: Radiodifusió pública), és l'empresa de radiodifusió pública d'Ucraïna.
La ràdio va començar les seves emissions en 1924, mentre que la televisió es va engegar en 1965 dins del sistema soviètic. La Ucraïna independent va nacionalitzar tots dos serveis en 1991, i van funcionar per separat fins que en 2017 es van reagrupar en una única empresa. L'actual gestiona dos canals de televisió, tres emissores de ràdio, serveis internacionals i un lloc web multimèdia.
Ucraïna és membre de la Unió Europea de Radiodifusió des de 1993.

## Història

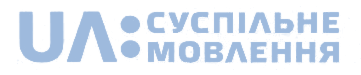
Logo de l'emissora del 2015 al 2017.

Logo de l'emissora del 2017 al 2020.

Logo de l'emissora del 2020 al 2022.

La ràdio d'Ucraïna (llavors part de la Unió Soviètica) va començar la seva activitat en 16 de novembre de 1924 des de Khàrkiv, encara que no va haver una xarxa nacional fins a 1928. Per la seva banda, les primeres emissions de televisió van tenir lloc l'1 de febrer de 1939, una prova de 40 minuts des d'un petit estudi a Kíiv en el qual s'exhibia un retrat de Grigori Ordjonikidze. El servei va quedar interromput durant la II Guerra Mundial; mentre la ràdio va tornar en 1945, les proves televisives no es van reprendre fins al 6 de novembre de 1951. L'endemà es va retransmetre una cerimònia per commemorar el 34è aniversari de la Revolució d'Octubre.
En 1953 es va inaugurar el centre de televisió de Kíev al carrer Khreshchatyk, sent el tercer en la Unió Soviètica després dels de Moscou i Leningrad. Les transmissions regulars no van tenir lloc fins a 1956, i en els primers anys només podia emetre programes en directe perquè no comptaven amb la tecnologia per oferir espais gravats.
El 20 de gener de 1965 es va engegar el canal UT-1 (actual Pershyi en romanització, Primer en català). Gràcies a la ràpida implantació del mitjà, es va poder obrir el segon canal «UT-2» en 1972.
Amb la independència d'Ucraïna en 1991, la ràdio i televisió van ser nacionalitzades pel nou govern i reconvertides en Ràdio Ucraïna i la Companyia Nacional de Televisió d'Ucraïna (NTU). El servei televisiu es va mantenir sense variacions fins a 2004, quan es va cedir la freqüència del segon canal a la nova televisió privada 1+1. Des de llavors UT-1 ha estat el senyal públic de referència.
En 2014, el govern ucraïnès va iniciar una reforma dels mitjans de comunicació que, entre altres mesures, pretenia garantir la independència editorial de la radiodifusió pública i agrupar tots els serveis en un sol grup. La difícil situació política del país va retardar la seva aplicació tres anys, fins que el 19 de gener de 2017 es va produir la constitució oficial de la nova «Companyia Nacional de Radiodifusió Pública d'Ucraïna», primer com a «UΛ:PBC» i després sota la marca «Suspilne», ara «Suspilne movlennia».
L'última etapa organitzativa serà l'adhesió a NSTU de l'estudi de cinema de televisió ucraïnès Ukrtelefilm, l'adhesió del qual es va ajornar per esmenes a la llei el 2016, a causa d'una sèrie de problemes organitzatius i casos penals oberts relacionats amb la construcció d'un edifici residencial al territori de l'estudi.

## Serveis

### Canals nacionals de televisió i ràdio

#### Ràdio
- Ukrayinske Radio: emissora generalista.
- Radio Promin: emissora musical amb butlletins informatius.
- Radio Kultura: emissora cultural.

#### Televisió
- Pershyi: Anteriorment conegut com UT-1. La seva programació és generalista, amb especial atenció als espais informatius. Els programes de producció pròpia poden veure's a través de la seva pàgina web. A més, puja vídeos informatius i senyal en directe al seu canal de YouTube.
- Kultura: canal de televisió cultural, fundat en 2003 i amb vocació internacional.

### Canals regionals de televisió i ràdio
Direcció central:
- Canal de televisió Suspilne Kíiv
- Ukrayinske radio Kíiv
- Canal de televisió Suspilne Crimea
- Ukrayinske radio Crimea

Direcció Regional de Vinnytsia
- Canal de televisió Suspilne Vinnytsia
- Ukrayinske radio Vinnytsia.[12]

Directora regional de Volyn:
- Canal de televisió Suspilne Lutsk;
- Ukrayinske radio Lutsk.[13]

Direcció Regional de Dnipro:
- Canal de televisió Suspilne Dnipro;
- Ukrayinske radio Dnipro.[14]

Direcció Regional del Suspilne Donbass:
- Canal de televisió Suspilne Donbas;
- Ukrayinske radio Donbas.[15]

Direcció regional de Zhytomyr:
- Canal de televisió Suspilne Zhytomyr;
- Ukrayinske radio Zhytomyr.[16]

Direcció Regional de Transcarpacia:
- Canal de televisió Suspilne Uzhhorod;
- Ukrayinske radio Uzhhorod.[17]

Directora Regional de Zaporizhzhya:
- Canal de televisió Suspilne Zaporizhzhya;
- Ukrayinske radio Zaporizhzhya.[18]

Direcció regional d'Ivano-Frankivsk:
- Canal de televisió Suspilne Ivano-Frankivsk;
- Ukrayinske radio Ivano-Frankivsk.[19]

Direcció regional de Kirovohrad:
- Canal de televisió Suspilne Kropyvnytskyi;
- Ukrayinske radio Kropyvnytskyi.[20]

Directora regional de Lviv:
- Canal de televisió Suspilne Lviv;
- Ukrayinske radio Lviv.[21]

Direcció regional de Mykolayiv:
- Canal de televisió Suspilne Mykolaiv;
- Ukrayinske radio Mykolaiv.[22]

Direcció Regional d'Odesa:
- Canal de televisió Suspilne Odesa;
- Ukrayinske radio Odesa.[23]

Direcció Regional de Poltava:
- Canal de televisió Suspilne Poltava;
- Ukrayinske radio Poltava.[24]

Direcció regional de Rivne:
- Canal de televisió Suspilne Rivne;
- Ukrayinske radio Rivne.[25]

Direcció Regional de Sumy:
- Canal de televisió Suspilne Sumy;
- Ukrayinske radio Sumy.[26]

Direcció Regional de Ternopil:
- Canal de televisió Suspilne Ternopil;
- Ukrayinske radio Ternopil.[27]

Direcció regional de Kharkiv:
- Canal de televisió Suspilne Kharkiv;
- Ukrayinske radio Kharkiv.[28]

Direcció regional de Kherson:
- Canal de televisió Suspilne Kherson;
- Ukrayinske radio Kherson.[29]

Direcció regional de Khmelnytsky:
- Canal de televisió Suspilne Khmelnytskyi;
- Ukrayinske radio Khmelnytskyi.[30]

Direcció Regional de Txerkassi:
- Canal de televisió Suspilne Cherkasy;
- Ukrayinske radio Cherkasy.[31]

Direcció Regional de Txernivtsi:
- Canal de televisió Suspilne Chernivtsi;
- Ukrayinske radio Chernivtsi.[32]

Direcció regional de Txernihiv:
- Canal de televisió Suspilne Chernihiv;
- Ukrayinske radio Chernihiv.[33]